# The Paramour Sessions
The Paramour Sessions è il quinto album in studio dei Papa Roach, registrato nei Paramour Studios (da cui il titolo dell'album). L'album venne pubblicato il 12 settembre 2006 dalla Dreamworks Records/Geffen Records.

## Il disco
È stato prodotto da Howard Benson e mixato da Chris Lord-Alge (già al lavoro su Getting Away with Murder, del 2004).
Il primo singolo estratto è To Be Loved, la canzone è utilizzata per la sigla del roster di Raw della World Wrestling Entertainment. Il secondo estratto è Forever supportato dal Web Video vincitore del contest indetto proprio dalla band; terzo singolo è Time Is Running Out anch'esso sostenuto da un altro Web Video. Per quanto riguarda l'Europa, il singolo che viene trasmesso nelle radio fino alla fine del 2008 è Reckless. Per quest'ultimo singolo non venne girato nessun video.
L'album debuttò alla posizione 16 della classifica Billboard 200 con 37 000 copie vendute nella sola prima settimana.

## Tracce
1. ...To Be Loved – 3:03
2. Alive (N' Out of Control) – 3:22
3. Crash – 3:21
4. The World Around You – 4:35
5. Forever – 4:06
6. I Devise My Own Demise – 3:36
7. Time Is Running Out – 3:23
8. What Do You Do? – 4:22
9. My Heart Is a Fist (feat. Travis Barker) – 4:58
10. No More Secrets – 3:15
11. Reckless – 3:34
12. The Fire – 3:32
13. Roses on My Grave – 3:13

### Mexico Edition
1. Heridas (Versione in spagnolo di "Scars") – 3:28

### UK Edition
1. Scars (Live in Chicago) – 3:38
2. SOS – 2:44

### iTunes Bonus Tracks
1. The Addict – 3:26

## Formazione
- Jacoby Shaddix - voce
- Jerry Horton - chitarra
- Tobin Esperance - basso
- Dave Buckner - batteria

## Classifiche
| Classifica (2006) | Posizione massima |
| ----------------- | ----------------- |
| Austria           | 35                |
| Belgio (Fiandre)  | 69                |
| Francia           | 160               |
| Germania          | 35                |
| Paesi Bassi       | 86                |
| Stati Uniti       | 16                |
| Svizzera          | 33                |